# Богданешти (Могош)
Богданешти (рум. Bogdănești) насеље је у Румунији у округу Алба у општини Могош. Oпштина се налази на надморској висини од 843 m.

## Становништво
Према подацима из 2011. године у насељу је живело 21 становника.